# Erzurum (prowincja)
Prowincja Erzurum (tur. Erzurum Ili) – jednostka administracyjna w Turcji, położona w Regionie Wschodnia Anatolia (tur. Doğu Anadolu Bölgesi).

## Dystrykty
Prowincja Erzurum dzieli się na dziewiętnaście dystryktów:
| - Aşkale - Çat - Erzurum - Hınıs - Horasan - Ilıca - İspir - Karaçoban - Karayazı - Köprüköy | - Narman - Oltu - Olur - Pasinler - Pazaryolu - Şenkaya - Tekman - Tortum - Uzundere |